# Gratuità

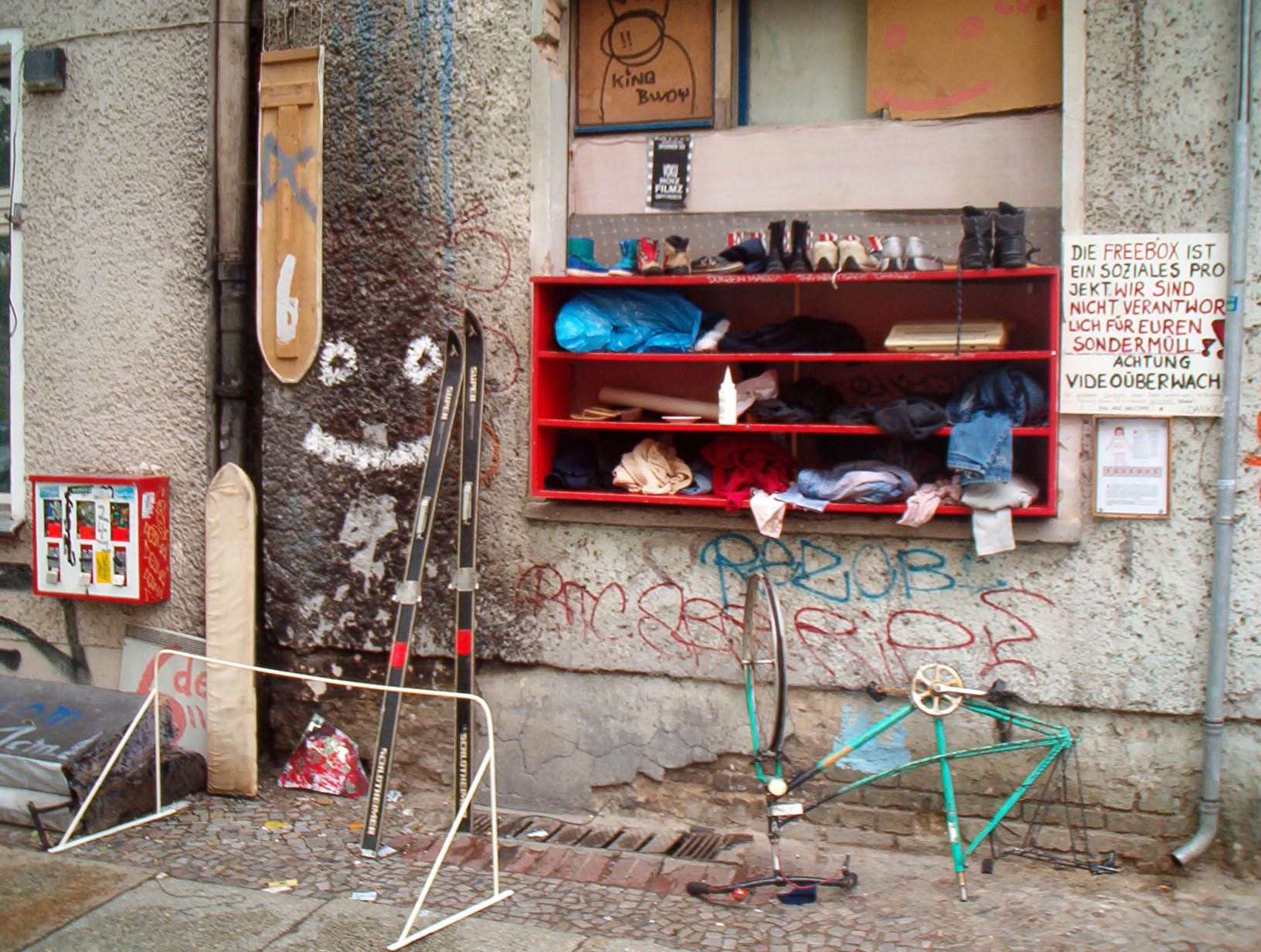
Un Freebox a Berlino, centro di distribuzione gratuita di materiali donati

In economia, il concetto di gratuità è usato in modo ambiguo: come sinonimo di gratis (prezzo nullo), filantropia, altruismo, volontariato, ecc. 
Luigino Bruni la definisce come "dimensione dell'agire che porta ad avvicinarsi agli altri, a sé stessi o alla natura mai in modo puramente strumentale". La gratuità è dunque associata al concetto di motivazioni intrinseche, più che all'altruismo o al dono: ci può essere, infatti, altruismo e dono "gratuito" come l'altruismo e il dono non gratuito.